# ورزشگاه آزادی یاسوج
ورزشگاه آزادی یک ورزشگاه فوتبال و دو و میدانی در شهر یاسوج، ایران است.
این ورزشگاه بزرگترین مجموعه ورزشی استان کهگیلویه و بویراحمد است.
این ورزشگاه که در سال ۱۳۹۴ تأسیس شده دارای ۱۵٬۰۰۰ نفر ظرفیت می‌باشد.